# Wülpke
Wülpke ist ein Ortsteil der Stadt Porta Westfalica im Kreis Minden-Lübbecke in Ostwestfalen.

## Geographie
Wülpke liegt nördlich des Wesergebirges. Der Stadtteil grenzt im Osten an den Stadtteil Kleinenbremen, im Norden an die Stadt Bückeburg im Landkreis Schaumburg (Niedersachsen), im Westen an Nammen sowie im Süden an Lohfeld und Eisbergen.

## Geschichte
Erstmals wurde Wülpke im Jahre 1242 urkundlich erwähnt, so dass der Ortsteil 1992 sein 750-jähriges Jubiläum begehen konnte. Der Ort hat nie eine eigene Schule besessen, von jeher gingen die Wülpker Kinder nach Kleinenbremen zum Unterricht.
Wülpke gehörte bis zu den Napoleonischen Kriegen zur Vogtei Übernstieg im Amt Hausberge des Fürstentums Minden. Der Ort gehörte von 1807 bis 1813 zum Kanton Hausberge des napoleonischen Satellitenstaats Königreich Westphalen und kam 1816 zum neuen Kreis Minden.
Bis 1972 bildete Wülpke eine Gemeinde im Amt Hausberge des Kreises. Bevor die Gemeinde bei der kommunalen Neugliederung am 1. Januar 1973 Teil der Stadt Porta Westfalica wurde, hatte sie eine Fläche von 2,75 km² sowie 583 Einwohner (31. Dezember 1972).
Am 31. Dezember 2020 hatte Wülpke 623 Einwohner.

## Politik
Wülpke gehört mit Kleinenbremen und Nammen zum Bezirksausschuss IV der Stadt Porta Westfalica. Vorsitzender ist Jörg Achilles.

## Bildung
Im vorschulischen Bereich können die Kindergärten in Kleinenbremen und Nammen genutzt werden. Grundschüler besuchen die Schule in Kleinenbremen. Die weiterführenden Schulen befinden sich in Lerbeck und Hausberge sowie in den schaumburgischen Städten Bückeburg und Rinteln.

## Sport
Im Ort kann lediglich der Schießsport betrieben werden. Ansonsten werden die Angebote des TuS Kleinenbremen genutzt.